# Goldie Michelson
Goldie Michelson (nascida Corash; 8 de agosto de 1902 – 8 de julho de 2016) foi uma supercentenária judia russa-americana, que era a residente mais velha dos Estados Unidos desde da morte de Susannah Mushatt Jones em 12 de maio de 2016 até sua morte. Ela também era a judia viva mais velha do mundo.

## Biografia
Ela nasceu em Yelisavetgrad, Império Russo (agora Kropyvnytskyi, Ucrânia). Seu pai, Max Corash, foi um médico judeu que enfrentou o recrutamento para o exército russo, imigrou da Rússia para Worcester, Massachusetts, enviando sua esposa e filhos seis meses depois de se instalar, quando Goldie tinha dois anos.
Ela freqüentou o Pembroke College, que agora é parte da Universidade Brown, e se formou em 1924 com um diploma de sociologia. Ele obteve um mestrado em sociologia pela Universidade Clark em 1936  depois de se casar com o desenvolvedor imobiliário David Michelson (9 de setembro de 1901 – 12 de maio de 1974). O casal teve uma filha chamada Renee, nascida em 1931.
Ao longo de sua vida, Michelson espalhou seu amor pelo teatro ao criar o David and Goldie Michelson Drama Fund em Clark e ensinando teatro a estudantes do Templo de Emanuel em Worcester.
Em seu aniversário de 108 anos, ela recebeu uma carta de congratulação da senadora Susan Collins, do Maine, e recebeu uma bandeira americana que havia voado pela Casa Branca.
Em 12 de maio de 2016, após a morte de Susannah Mushatt Jones, Michelson tornou-se a pessoa viva mais velha nos Estados Unidos.
Quando perguntado o segredo da longevidade, Michelson disse:
"Caminhando. Eu era uma grande caminhante, quatro ou cinco milhas todas as manhãs, se o tempo o permitir. Nunca usei um carro se eu pudesse andar. Uma das grandes alegrias da vida foi quando eu vendi meu carro".
Goldie Michelson morreu em 8 de julho de 2016 aos 113 anos e 335 dias, em sua casa em Worcester, um mês antes de seu aniversário de 114 anos. Após a morte de Michelson, Adele Dunlap (12 de dezembro de 1902 – 5 de fevereiro de 2017) tornou-se a pessoa viva mais velha dos Estados Unidos.